# Pat Sanderson
Pat Sanderson (* 6. September 1977 in Chester) ist ein ehemaliger englischer Rugby-Union-Spieler. Er spielte zwischen 2004 und 2011 für die Worcester Warriors als Flügelstürmer und hat daneben 16 Länderspiele für England bestritten. Sein erstes Länderspiel war 1998, als England eine Tour durch die südliche Hemisphäre machte. Für die Saison 2005/2006 wurde er zum Kapitän der Englischen Nationalmannschaft erwählt. Pat führte England zu einem Sieg im Churchill Cup in Edmonton, Kanada im Sommer 2005.